# Юй Сюсун
Юй Сюсу́н (кит. упр. 俞秀松, пиньинь Yú Xiùsōng, 1899 — 21 февраля 1939), он же Ван Шоу-Чен (Сун) (псевдоним Нариманов) — китайский революционер, деятель Коммунистической партии Китая, один из руководителей Народной антиимпериалистической ассоциации в Синьцзяне. Расстрелян в 1939 году в Москве, реабилитирован посмертно.

## Биография

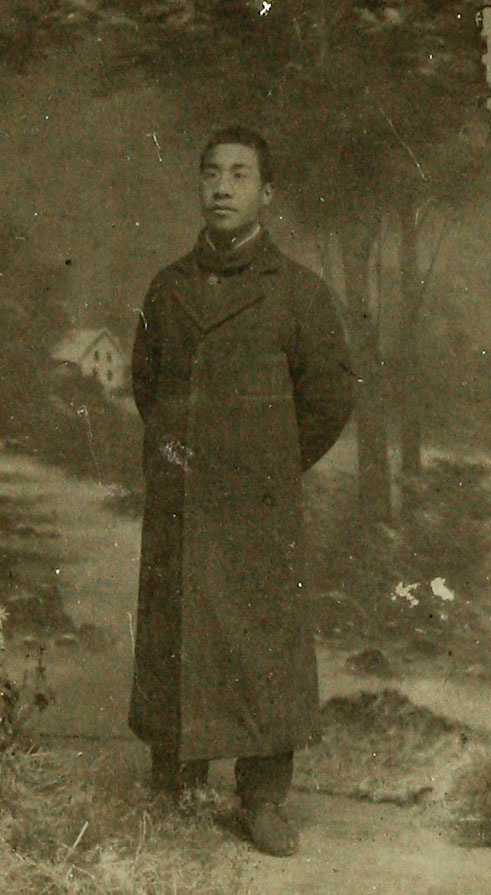
Юй Сюсун в Пекине (1920)

Юй Сюсун родился в 1899 году в китайской провинции Чжэцзян. С 1919 года был руководителем студенческого движения в городе Ханчжоу. В 1920 году уехал на работу в Шанхай, трудился там на местном заводе. Был одним из основателей Коммунистической партии Китая в Шанхае, создателем Коммунистического союза молодёжи Китая.
В марте 1921 году в Москве принимал участие в работе II Конгресса Коммунистического Интернационала молодежи. В 1922 году Юй Сюсун был одним из 25 делегатов первого съезда Социалистического союза молодежи Китая, который состоялся в Гуанчжоу. На съезде был избран Центральный комитет союза, Юй Сюсун вошел в состав ЦК союза, секретарем ЦК был избран Чжан Тайлэй.

### В СССР
В октябре 1925 года партия направила Юй Сюсуна учиться в СССР. В Москве Юй Сюсун поступил и учился в Коммунистическом университете трудящихся Китая имени Сунь Ятсена. В 1930 году, после окончания университета был оставлен аспирантом, инструктором китайского сектора, преподавателем. До 1935 года преподавал в Москве в Университете имени Сунь Ятсена, в Международной ленинской школе и в Академии имени В. И. Ленина.

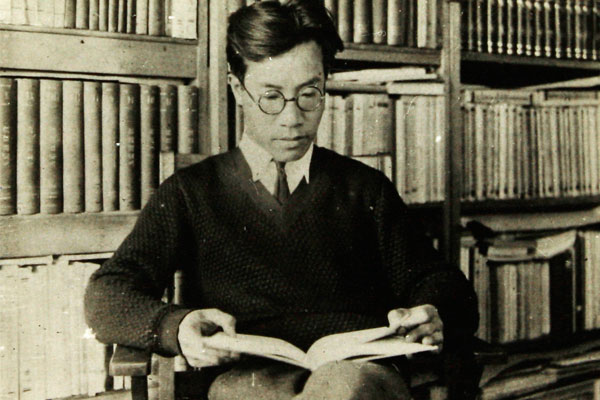
Юй Сюсун в Москве (1931)

В годы работы в СССР стал подвергаться нападкам со стороны других китайских революционеров — Ван Мина и Кан Шэна. Во время дискуссий в Москве по китайским вопросам Юй Сюсун высказывал точку зрения не всегда совпадающую с мнением коммунистического руководства Китая. За это его обвинили в «троцкизме» и примиренчестве. Скандал дорос до того, что этими вопросами вынуждена была заниматься Политкомиссия Политсекретариата Исполнительного комитета Коммунистического интернационала (ИККИ).
29 октября 1932 года под давлением Ван Мина, ставшего главой делегации КПК в Коминтерне, Юй был отстранен от работы в университете. В 1933 году, в соответствии с решением ЦК ВКП(б), был направлен на работу в Хабаровск. В Хабаровске Юй работал в китайской газете «Гунжэньчжи лу» («Рабочий путь»), в которой главным редактором с июня 1932 года был его друг Чжоу Давэнь. Юй был назначен его заместителем. Через три года его в составе группы из двадцати пяти китайских коммунистов, проживавших в СССР, откомандировали из советского Дальнего Востока в Синьцзян.

### В Синьцзяне

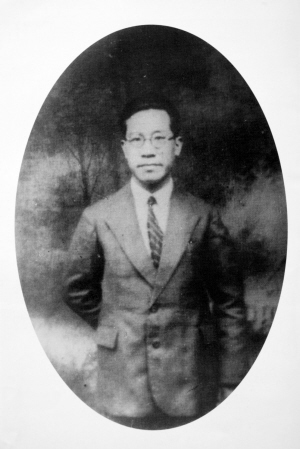

Синьцзян (нынешний Синьцзян-Уйгурский автономный район) в то время был окраиной Китая, в которой жили уйгуры, казахи, киргизы, дунгане и другие народности, подвергавшиеся притеснению со стороны китайской администрации. Правительство СССР, в интересах безопасности границы, хотело установить с администрацией района дружеские отношения. Там Юй Сюсун возглавил секретариат местной Народной антиимпериалистической ассоциации, находившейся под влиянием коммунистов, стал главным редактором местного ежемесячника «Фаньди чжаньсянь» («Антиимпериалистический фронт»).
На этом посту его обнаружил посетивший Синьцзян Ван Мин, не оставлявший надежд на сведение с ним счетов. По наущению Кан Шэна Ван заставил Дэн Фа обвинить Юя в троцкизме и задержать где-то между 10 и 27 декабря 1937 года. Юй Сюсун и еще двадцать четыре человека были арестованы. Всех арестованных передали представителям советского НКВД. В мае или июне 1938 года Юй был этапирован в Москву.

### Казнь
Внесён в Список Л. П. Берии — А. Я. Вышинского от 15.2.1939 г. по 1-й категории.
Приговором ВКВС СССР Юй Сюсун в числе других китайцев был обвинён в причастности к правотроцкистскому контрреволюционному блоку. 21 февраля 1939 года он был расстрелян. Место захоронения — «могила невостребованных прахов» № 1 крематория Донского кладбища. Казнь Юя ознаменовала окончательный разрыв между Ваном и Чжан Готао.
До этого, в апреле 1938 года были расстреляны арестованные летом 1937 года редактор китайской газеты «Рабочий путь» Чжоу Давэнь (Чугунов) и Дун Исян. 3 августа 1957 года решением Верховного суда СССР все они были реабилитированы. В 1962 году, на волне китайско-советского раскола, Юй был посмертно провозглашён революционным мучеником.

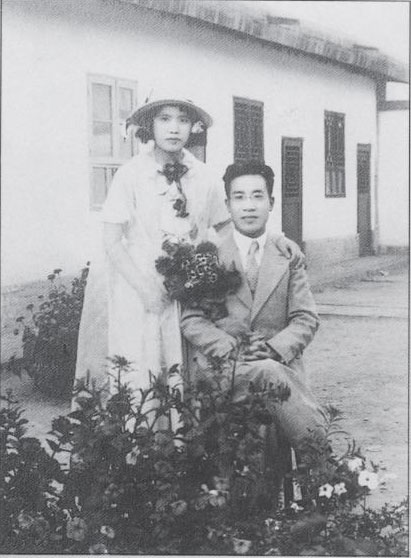
Юй Сюсун с супругой (1936).

### Личная жизнь
Известна история брака Юй Сюсуна и Шэн Шитун — младшей сестры правителя Синьцзяна Шэн Шицая. Их романтические отношения столкнулись с сопротивлением семьи Шэн, особенно её брата, который сомневался в целесообразности этого союза. Советский консул в Урумчи Гарегин Апресов сыграл ключевую роль в преодолении этих препятствий. Понимая, что брак может укрепить отношения между СССР и Шэн Шицаем, Апресов лично вмешался, чтобы убедить Шэн Шицая дать согласие на свадьбу. В 1936 году состоялась пышная церемония, на которой присутствовали высокопоставленные лица, включая представителей советской стороны. Через Апресова Сталин передал в подарок молодожёнам коробку одежды.
Однако когда в 1937 году Юй Сюсун был арестован и отправлен в СССР, где впоследствии был казнён, Шэн Шитун, оставшись одна, посвятила свою жизнь поиску правды о судьбе мужа и восстановлению его доброго имени. После многолетних усилий, в 1996 году, уже в преклонном возрасте, она добилась его реабилитации — Генеральная прокуратура Российской Федерации официально восстановила репутацию Юй Сюсуна, признав его полную невиновность.